# 石原静子
石原 静子（いしはら しずこ、1929年7月13日 - 2010年12月20日）は、日本の心理学者。

## 来歴
東京生まれ。
奈良女子高等師範学校国文科、東京文理科大学心理学科を経て、東京教育大学大学院教育学研究科実験心理学専攻博士課程を修了した。1961年に「学習における禁止とインダクション」で文学博士（東京教育大学）を取得した。
1966年に和光大学人文学部助教授に、1968年に教授に就任し、人文学部長、一般教育委員長を務めた。2000年に定年退職し、名誉教授に就いた。2006年1月、学校法人和光学園理事長に就任した。
2010年12月20日、血胸のため死去。

## 著書
- 『人間とはなにか』（明治図書出版） 1972
- 『比較行動学入門 男と女の世界』（創元社） 1974
- 『愛の三重奏 親と子の比較行動学』（第三文明社、灯台ブックス） 1975

### 編著
- 『和光燦燦 「小さな実験大学」づくり』（八月書館） 2006　ISBN 4938140527

## 翻訳
- 『動物心理学』（P・L・ブロードハースト、岡野恒也共訳、誠信書房） 1966
- 『デューイ実験学校』（メイヨー, エドワーズ、梅根悟共訳、明治図書出版、シリーズ・世界の教育改革） 1978
- 『コミュニティ・カウンセリング 福祉・教育・医療のための新しいパラダイム』（Judith A. Lewis, Michael D. Lewis, Judy A. Daniels, Michael J.D’Andrea、井上孝代監訳、伊藤武彦共訳、ブレーン出版） 2006　ISBN 4892428329
- 『スクールカウンセリングの新しいパラダイム MEASURE法による全校参加型支援』（C・B・ストーン, C・A・ダヒア、井上孝代監訳、伊藤武彦共訳、風間書房） 2007　ISBN 9784759916416